# Site gallo-romain et mérovingien d'Escolives-Sainte-Camille
Le site gallo-romain et mérovingien d'Escolives-Sainte-Camille est un site archéologique situé sur la commune d'Escolives-Sainte-Camille, dans le département de l'Yonne, en France.

## Localisation
Le site archéologique est situé à Escolives-Sainte-Camille, à 10 km au sud d'Auxerre.
Historiquement, Escolives se situait au nord du territoire gaulois puis gallo-romain des Éduens jusqu'à la fin du IIIe siècle de notre ère. Lors de l'Empire des Gaules, la cité d'Auxerre a été créée, Escolives en a alors fait partie.
C'est l'une des plus anciennes paroisses de l'Yonne : Escolives a été cité comme Vicus Scoliva puis Scolivae vicus dans les Gestes des Evêques d'Auxerre sous les évêques Aunaire puis Tétrice, entre 651 et 594 puis 692.

## Historique
La première implantation humaine au nord du site gallo-romain date du Néolithique ancien, des sépultures de la fin de l’Âge du Bronze et de l’époque gauloise ainsi qu’un enclos quadrangulaire de la même période ont été fouillés par Raymond Kapps. À l’est du site, un camp du Néolithique moyen a été repéré par photographie aérienne. Il est également possible qu’une ferme gauloise ait existé sous le site gallo-romain.
Le site gallo-romain s’étend sur une superficie d’environ 5 hectares. Il a été mis au jour par hasard en 1955, en arrachant un noyer dans les racines duquel des sépultures mérovingiennes se trouvaient. Il a été fouillé sous la direction de Raymond Kapps de 1955 à 1983. Daniel Prost, secondé par son épouse Monique, lui a succédé de 1984 à 1989. Enfin, Pascale Laurent a dirigé les fouilles jusqu'en 1999.
Il a été occupé de la fin du Ier siècle av. J.-C. au début du VIe siècle et a été réutilisé à l'époque mérovingienne comme nécropole du VIe au VIIIe siècle
L'édifice est inscrit à l'inventaire supplémentaire des monuments historiques en 1992.

## Caractéristiques du site

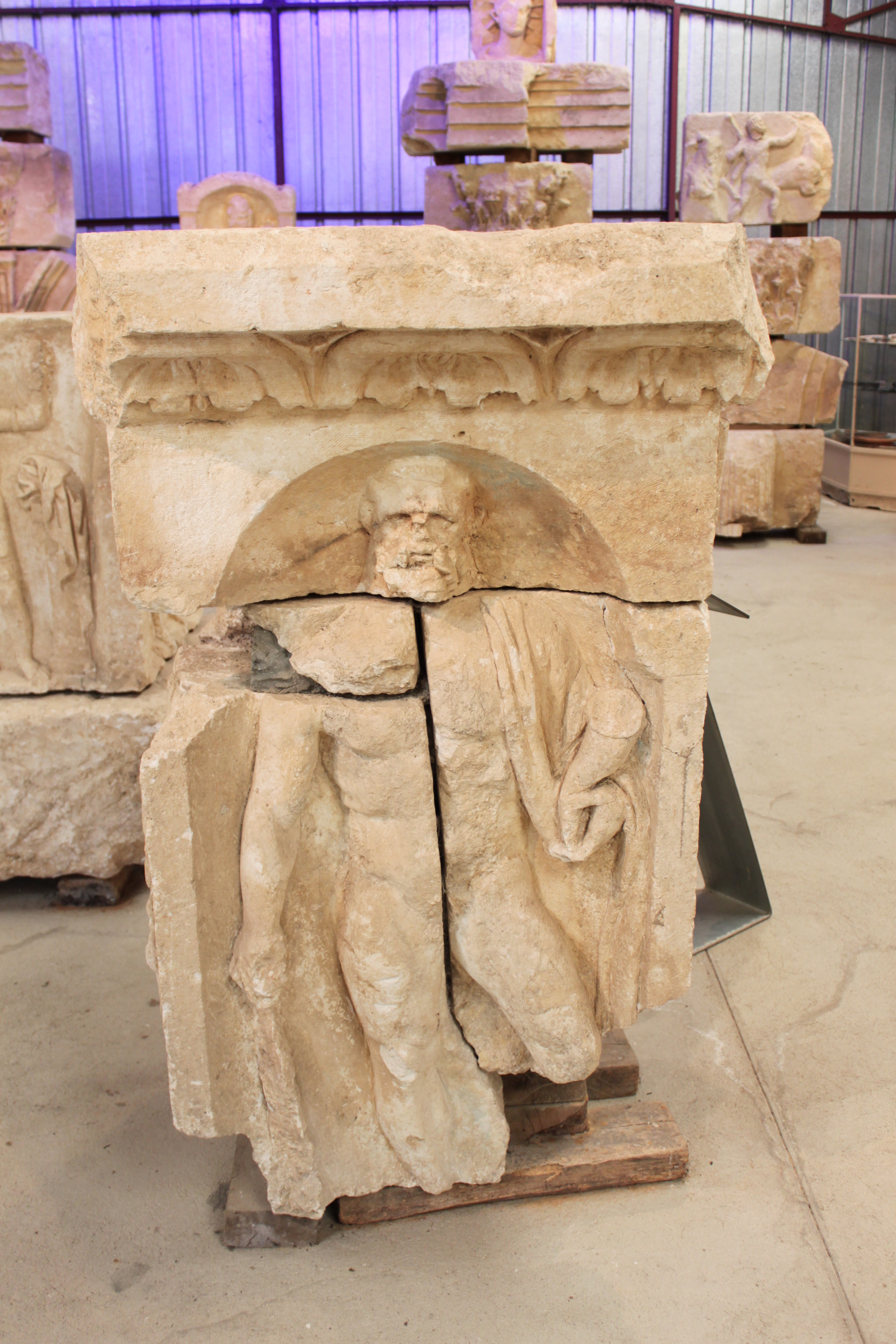
Escolives - Exposition 6

### Les vestiges d'une villa
Les fouilles ont mis au jour les vestiges d’une riche villa dont le plan s'organise
autour d’une grande cour rectangulaire de quarante mètres sur vingt, entourée de couloirs desservant l’ensemble.

#### Les thermes
Les vestiges des thermes sont les plus importants. Ces thermes, construits au début du Ier siècle, ont été agrandis au IVe siècle. De cette époque, on a mis au jour deux parties :
- La plus petite, peut-être réservée aux propriétaires de la villa
- La plus grande comprend une grande piscine froide séparée de la partie chauffée par une salle dallée. Elle était sans doute louée aux voyageurs passant sur la voie d'Agrippa, située à 200 m du site.

Le système de chauffage se fait par hypocauste, avec trois salles annexes aux piscines. Ces dernières sont successivement froide, tiède, chaude et se terminent par un sauna et forment des absides aux salles.
Les fondations des murs des thermes reposent sur des blocs sculptés réemployés. Les frises comportent essentiellement des décors végétaux avec des rinceaux d’acanthe, deux scènes de vendange (la forme de la feuille de vigne permet d’identifier le cépage comme un « plant de César » (la vigne étant donc sans doute cultivée dans l’Auxerrois au IIe siècle) Les autres décors des frises sont des scènes mythologiques romaines ou gauloises (silène, griffon, une sphinge, un monstre marin et les dieux Apollon et Cernunnos, dieu gaulois à tête de cerf).
Les corniches sont décorées de plusieurs registres de motifs romains : rais-de-cœur, oves, perles, denticules etc. Les caissons décorés de fleurs sont entrecoupés de métopes où figurent des animaux, des végétaux, des crosses ou des visages humains.

#### Les pièces d'habitation
Dans les pièces d’habitation, furent retrouvés de nombreux fragments de décors de murs. Une peinture de 7 mètres de long sur environ un mètre de hauteur, a été retrouvée dans une des salles d'apparat située en surplomb du captage de source.

#### Autres vestiges
Les fouilles de la source alimentant l’ensemble de la villa ont permis de mettre au jour des objets : un peigne en buis, des fragments de planches, des graines et des chaussures de cuir datant de la fin du IIIe et du IVe siècle.
À l’est, une rue bordée de petits bâtiments s’étend sur une longueur de 200 mètres, qui correspondent aux bâtiments d’exploitation de la villa, entourée d’un mur d’enceinte. C'est la partie la moins bien connue du site.
Les autres monuments religieux mis au jour sont de plus petite taille. Il s’agit de deux piliers à quatre dieux, de deux stèles votives, d’un autel votif et de fragments isolés d’autres monuments plus grands.
Un ensemble de stèles funéraires a également été mis au jour, contre un mur. La plupart des stèles ne sont pas sculptées mais deux d’entre elles représentent des bustes ; une troisième représente une femme portant trois tuniques et une serviette sur l’épaule.
La provenance d’origine de l’ensemble de sculptures d’Escolives est inconnue à ce jour.
La nécropole mérovingienne
À l'origine de la découverte du site, une nécropole mérovingienne fut installée dans les ruines des bâtiments gallo-romains. Elle comprend environ 350 tombes fouillées à ce jour, dont environ 10 % se trouvaient dans des sarcophages.